# Hugo de Souza Nogueira
Hugo de Souza Nogueira (Duque de Caxias, ro de 1999), conocido como Hugo Souza, es un futbolista brasileño que actualmente juega como guardameta en el Corinthians de la Serie A de Brasil. A veces es apodado Neneca en homenaje al fallecido portero del Guarani, Hélio Miguel.

## Trayectoria
Inició su carrera en la academia juvenil del Flamengo en 2009, a los diez años. Con el equipo juvenil, ganó la Copa São Paulo de Futebol Júnior en 2016 y 2018. Su debut profesional llegó el 27 de septiembre de 2020 en un empate 1-1 contra Palmeiras, donde fue elegido el mejor jugador del partido. En enero de 2023, Flamengo acordó su venta al Vissel Kobe de Japón por €1.2 millones, pero el traspaso se canceló dos días después por razones personales.
En julio de 2023, Hugo fue cedido por un año al Chaves de Portugal. Posteriormente, en noviembre de 2024, se unió al Corinthians tras un préstamo de cuatro meses, firmando un contrato de cuatro años por una tarifa de transferencia de €800 mil.

## Selección nacional
El 17 de agosto de 2018, Hugo Souza fue convocado por Tite a la selección de Brasil para disputar dos amistosos contra Estados Unidos y El Salvador, aunque no jugó en ninguno de los partidos. Más tarde, el 13 de diciembre de 2018, fue llamado a la selección sub-20 de Brasil para el Campeonato Sudamericano Sub-20 de 2019, pero tampoco tuvo participación en el torneo.

## Palmarés

### Campeonatos regionales
| Título              | Equipo      | Estado         | Año  |
| ------------------- | ----------- | -------------- | ---- |
| Campeonato Carioca  | Flamengo    | Río de Janeiro | 2020 |
| Campeonato Carioca  | Flamengo    | Río de Janeiro | 2021 |
| Campeonato Paulista | Corinthians | São Paulo      | 2025 |

### Campeonatos nacionales
| Título              | Equipo   | País   | Año  |
| ------------------- | -------- | ------ | ---- |
| Serie A             | Flamengo | Brasil | 2020 |
| Supercopa de Brasil | Flamengo | Brasil | 2021 |
| Copa de Brasil      | Flamengo | Brasil | 2022 |

### Campeonatos internacionales
| Título            | Equipo   | Sede      | Año  |
| ----------------- | -------- | --------- | ---- |
| Copa Libertadores | Flamengo | Guayaquil | 2022 |